# 脳オルガノイド
脳オルガノイド（英: Cerebral organoid）とは、ヒト幹細胞を利用して作製した、脳に似た構造の小型の組織体であり、より完全な形で脳を研究できるようにする新しい研究手法である。
例えば、ジカウイルスに侵されたときのヒトの脳の反応の観察、統合失調症や自閉症の研究は、動物実験で行うには困難な研究であるが、脳オルガノイドはこのような分野への応用が期待されている。

## 実例
- 2021年8月17日 - 視神経を持ち光を検知する目を持った脳オルガノイドが作成されたことが発表された[5][6]。
- 2021年12月3日 - ロンドン大学の研究で、脳オルガノイドがテニスゲームを人工知能よりもはやく理解し、遊び始めたと発表した[7][8]。
- 2024年7月1日 - 中国の天津大学と南方科技大学は、脳オルガノイドで動くロボットを発表した[9]。
- 2025年6月 - ソフトバンク先端技術研究所が、アーティストの真鍋大度、東京大学生産技術研究所池内与志穂研究室と行っている共同研究「脳オルガノイドの人工脳細胞プロセッサ」が、欧州「S+T+ARTS Prize 2025」で栄誉賞を受賞したと発表[10]。